# Kajetan Boratyński
Kajetan Ludwik Boratyński (ur. 27 lipca 1907 w Gródku, zm. 3 grudnia 1980 w Londynie) – polski zoolog (entomolog), profesor Polskiego Uniwersytetu na Obczyźnie w Londynie, wykładowca Imperial College of Science and Technology, kapitan obserwator Polskich Sił Powietrznych, Flight Lieutenant Royal Air Force.

## Życiorys
Syn Stanisława i Anna z d. Król, nauczycieli w Gródku., a od września 1908 w Grybowie. Po ukończeniu szkoły powszechnej w Grybowie i dwóch latach prywatnej domowej nauki od 1919 uczeń Wyższej Szkoły Realnej w Tarnowie, maturę zdał w czerwcu 1924. Wstąpił na Wydział Filozoficzny Uniwersytetu Poznańskiego, studia ukończył w 1928, zdając egzamin dla nauczycieli szkół średnich z przedmiotu podstawowego biologii i dodatkowego chemii z mineralogią. Pod koniec studiów zatrudnił się w Zakładzie Anatomii Porównawczej i Biologii Uniwersytetu Poznańskiego kierowanego przez prof. Antoniego Jakubskiego, gdzie pracował do 1 września 1939, początkowo jako młodszy asystent, od 1 września 1929 – starszy asystent, a od 1 stycznia 1937 – adiunkta. Był odpowiedzialny za sprawy administracyjne wydziału i był nieformalnym sekretarzem prof. Jakubskiego. Prowadził ćwiczenia z anatomii porównawczej kręgowców dla studentów biologii oraz z zoologii dla farmaceutów. Prezes Zrzeszania Asystentów Uniwersytetu Poznańskiego, sekretarz Poznańskiego Oddziału Polskiego Towarzystwa Zoologicznego i członek Towarzystwa Przyrodników im. Mikołaja Kopernika. W roku szkolnym 1933-1934 odbył praktykę pedagogiczną w Państwowym Gimnazjum im. Gotthilfa Bergera w Poznaniu.
Pierwszą pracę naukową opublikował w 1928, zamieszczając w czasopiśmie Société Polonaise de Biologie („Polskie Towarzystwo Biologii”) artykuł Sur l’anatomie de la Femalle de Margarodes Polonicus Ckll (Anatomia samicy czerwca polskiego Ckll). Następne lata poświęcił badaniom tego gatunku owada. Po ukończeniu pracy pt. Anatomia samicy czerwca polskiego i jej obronie z wyróżnieniem (summa cum laude) otrzymał 1 lutego 1932 tytuł doktora filozofii. W 1933 opublikował kolejne prace: System krwionośny u tarczyków (coccidae) i Intracelularna symbioza u czerwca polskiego Ckll w Pamiętniku XIV Zjazdu Lekarzy i Przyrodników Polskich w Poznaniu.
W 1930 powołany do odbycia czynnej służby wojskowej. Po kursie rekruckim przeniesiony do Szkoły Podchorążych Rezerwy Lotnictwa – Grupy Technicznej. Kurs ukończył 15 sierpnia 1931 z wynikiem bardzo dobrym, jako plutonowy podchorąży rezerwy ze specjalnością oficera technicznego. 16 sierpnia 1931 otrzymał przydział mobilizacyjny do 32 Eskadry Liniowej w 3 Pułku Lotniczym w Poznaniu, po czym został przeniesiony do rezerwy, z przydziałem mobilizacyjnym do tej eskadry. W 1932 promowany na stopień podporucznika rezerwy, a jego przydział mobilizacyjny został zmieniony na 31 Eskadrę Liniową w Poznaniu. 24 listopada 1937 otrzymał awans na porucznika rezerwy.
7 sierpnia 1939 powołany na ćwiczenia do 31 Eskadry Liniowej, a po ogłoszeniu mobilizacji alarmowej, 24 sierpnia 1939 dostał przydział do Kompanii Obsługi Węzła Lotnisk nr 23 na stanowisko zastępcy dowódcy. Po agresji III Rzeszy na Polskę ewakuowany wraz z jednostką na południowy wschód. Po agresji ZSRR na Polskę, 17 września 1939 przedpołudniem został wzięty do niewoli przez Armię Czerwoną w Jagielnicy koło Czortkowa. Tego samego dnia wieczorem zdołał zbiec z konwoju jeńców wraz z por. obs. Zbigniewem Siarkowskim i ppor. lek. Marianem Turskim. Nazajutrz po zmroku przekroczył w bród Dniestr w Zaleszczykach, przedostając się do Rumunii.
Przebywał początkowo w Călimănești, a następnie od 3 do 13 października w obozie internowania w Drăgășani. Po otrzymaniu paszportu od kuriera przybywającego z ambasady w Bukareszcie uciekł z obozu. W Konstancy 20 października wsiadł na statek płynący do Francji i po rejsie przez Stambuł, Pireus, Aleksandrię i Bejrut, 13 listopada 1939 przybył do Marsylii. Skierowany do bazy lotnictwa w Lyon-Bron. Do klęski Francji w czerwcu 1940 służył na różnych stanowiskach w 3 i 4 Eskadrze Zapasowej CWL, do której przydział mieli szeregowcy lotnictwa, następnie został ewakuowany drogą morską do Wielkiej Brytanii. Od 14 lipca 1940 przebywał w obozie lotnictwa w Weeton, skąd 3 sierpnia został przeniesiony do Bazy Sił Powietrznych w Blackpool. Służył w Eskadrze Sztabowej Centrum Wyszkolenia Ziemnego. Po przeszkoleniu 19 kwietnia 1942 został przydzielony do jednostki wyszkolenia bojowego 18 Operational Training Unit (18 OTU) w Bramcote. Rozpoczął loty na samolotach bombowych Wellington w ramach kursu zgrywania załóg: głównie przeloty nawigacyjne i ćwiczebne bombardowania.
W czasie „nalotu 1000 bombowców” 25 na 26 czerwca 1942 na Bremę jego samolot został zaatakowany i trafiony przez niemiecki nocny myśliwiec. Wellington zdołał uciec nieprzyjacielowi, jednak po awarii lewego silnika pilot zdecydował się na lądowanie przymusowe na północny zachód od Leeuwarden w Holandii. Polacy lądowali bez strat własnych, po wylądowaniu podpalili samolot, podczas odpoczynku w stogach siana zostali aresztowani przez policję holenderską i żołnierzy niemieckich. Boratyński został przewieziony do obozu przejściowego Dulag Luft III w Oberursel koło Frankfurtu nad Menem, skąd przeniesiono go do Stalagu Luft III w Żaganiu, gdzie przebywał do 27 stycznia 1945, gdy w związku z ofensywą styczniową Armii Czerwonej jeńców Stalagu Luft III ewakuowano na zachód. Grupa Boratyńskiego dotarła do obozu jenieckiego Kriegsmarine Marlag w Tarmstedt, skąd 2 kwietnia 1945 nastąpiła kolejna ewakuacja marszem do Lubeki. 2 maja 1945 obóz wyzwoliły oddziały armii brytyjskiej.
Po powrocie do Wielkiej Brytanii Boratyński trafił początkowo do Bazy Sił Powietrznych w Dunholme Lodge a 25 lipca 1945 r. został przeniesiony do sztabu polskiego oficera łącznikowego przy dowództwie Transport Command (brytyjskiego lotnictwa transportowego) w Bushy Head koło Londynu w charakterze oficera oświatowego oraz oficera ds. public relations. Opublikował wówczas w czasopiśmie Myśl Lotnicza kilka artykułów o lotnictwie transportowym. Po rozformowaniu Polskich Sił Powietrznych wstąpił do Polskiego Korpusu Przysposobienia i Rozmieszczenia. Zdemobilizował się 20 lutego 1949 w polskim stopniu kapitana i brytyjskim Flight Lieutenanta. Zdecydował się na osiedlenie się w Wielkiej Brytanii.
Zamieszkał w Kew koło Londynu i 15 sierpnia 1950 przyjął poddaństwo brytyjskie. Jeszcze w listopadzie 1948 został zatrudniony jako pracownik dydaktyczno-naukowy na Imperial College of Science and Technology w Londynie w Katedrze Zoologii i Entomologii Stosowanej (Department of Zoology and Applied Entomology) u prof. Jamesa Watsona Munro. W pracy naukowej zajmował się w problematyką anatomiczną, faunistyczną, morfologiczną i taksonomiczną czerwców. Był profesorem Polskiego Uniwersytetu na Obczyźnie w Londynie i członkiem Królewskiego Towarzystwa Entomologicznego (Royal Entomological Society). Członek Polskiego Towarzystwa Naukowego na Obczyźnie w Wydziale Matematyczno-Przyrodniczym.
W 1974 przeszedł na emeryturę, jednak jeszcze przez trzy lata prowadził wykłady z taksometrii numerycznej w Imperial College,. Promotor siedmiu prac doktorskich na różnych uniwersytetach w Wielkiej Brytanii i za granicą, a także licznych prac dyplomowych. Autor 32 prac naukowych. Swoje zbiory ofiarował Muzeum Historii Naturalnej (Natural History Museum) w Londynie. Jego nazwisko zostało upamiętnione w nazwie taksonu gatunkowego Balanococcus boratynskii (gatunek owada).
Został odznaczony dwukrotnie Medalem Lotniczym oraz brytyjskimi odznaczeniami pamiątkowymi (1939-1945 Star, Air Crew Europe Star, 1939-1945 War Medal). Przed II wojną światową odznaczony Brązowym Medalem za Długoletnią Służbę, za pracę naukowo-dydaktyczną na Uniwersytecie Poznańskim.
Jego prochy złożono na cmentarzu Mortlake Cemetery w Londynie.
Przed wojną w Polsce był żonaty z Wandą z d. Stańczak, a po wojnie w Wielkiej Brytanii – z Marguerite z d. Collard.